# Bakonytamási
Bakonytamási község Veszprém vármegyében, a Pápai járásban.

## Fekvése
A Bakonyalján fekszik, a járási székhelytől, Pápától 24, a megyeszékhelytől, Veszprémtől 55 kilométerre. Határát délkelet-északnyugati irányú, 150–200 méter magas homokos, helyenként kavicsos, hosszan elhúzódó dombok alkotják.  Tengerszint feletti magassága 163 méter. A földrajzi szakirodalom a Kisalföld délkelet-keleti határvonalának egyik sarokpontjaként említi, de a kistáji besorolás szerint a Pápai-Bakonyaljához tartozik. A településről dél-délkeletre tekintve az Öreg-Bakony legmagasabb pontjai, a Kék- és Kőris-hegy (csúcsán polgári légiforgalmi radar), észak-északnyugatra pedig a Pannonhalmi-dombság Szemere és Csanak nevű vonulatai láthatóak.

### Megközelítése
A község a Pápát Veszprémvarsánnyal összekötő 832-es számú főúton közelíthető meg; de határszélét keleten a 8309-es út is érinti. Szomszédos Pápateszérrel és Giccel, s közigazgatási területét tekintve Nagydémmel is.

### Vízrajz
Területének legjelentősebb vízfolyása, az itt kelet-nyugati irányba tartó Sokorói-Bakony-ér (Sokoróalji-Bakony-ér, helyi tájszólással Bornát) a Marcal folyó vízgyűjtő területéhez tartozik. A Bakony-érbe szállítja vizét a település határában eredő, illetve azon átfolyó mintegy tucatnyi délkelet-északnyugati irányú kisebb vízfolyás is. Közülük kettő, a Gyűrűs-ér és a Sós-rét-ér szeli át a település belterületét.

### Művelési ágak
A határ nagy része szántóföldként hasznosul, a kevés erdő újkori ültetésű, főleg akácos és nyárfás. A vízfolyások völgyeiben rétek vannak. A szőlőművelés erősen visszaszorulóban van. Egyetlen szőlőhegye a Vörösi-szőlőhegy a település délnyugati határában. A fénykorban főként a direkt termő fajták voltak jellemzőek.

### Közigazgatási terület
A település közigazgatási területe a 20. században többször növekedett, de még így is kicsi, mindössze 2049 hektár. Jelenlegi kiterjedését a 20. század második felében érte el, miután Gictől először 1931-ben Hathalompusztát, majd 1962-ben az azóta elnéptelenedett Gerencsérpusztát hozzácsatolták.

### Közlekedés
Bakonytamási közigazgatási területén a 832-es főút mellett a 83 121-es számú, Hathalompuszta–Nagydém–Lovászpatona közt húzódó alsóbbrendű összekötő út is keresztülhalad.
A település közösségi közlekedése az autóbusz-közlekedés. A járatokat a Volánbusz üzemelteti. Munkanapokon 5–6  autóbuszpárral átszállás nélkül el lehet jutni Pápára (~45 perc) és Győrbe (~62 perc) és 2 autóbuszpárral Zircre (~50 perc) és Veszprémbe (~88 perc). Hathalompusztáról napi egy távolsági járattal elérhető Tatabánya (~100 perc), Esztergom (~200 perc) és Szombathely (~170 perc) is.
Bakonytamásin áthalad a MÁV 13-as menetrendi mezőjében szereplő Tatabánya–Pápa-vasútvonal, és a településnek a vonal 1902-es megnyitása óta vasúti megállóhelye is van rajta (Bakonytamási megállóhely) Tatabányától 67, Pápától 27 kilométerre, de ezen a szakaszon 2007. március 4-én megszűnt a személyforgalom. (Addig napi 6 személyvonat járatpár közlekedett rajta, és a menetidő Tatabányáról ~120 perc, Pápáról ~42 perc volt. Hathalompuszta utazóközönségét az ugyancsak ezen a vonalon található, de már Gic területén elhelyezkedő Gic-Hathalom vasútállomás szolgálta ki.)

## Története
A falu területén őskori és ókori leletek is találhatók, első írásos említése 1262-ből maradt fenn. Nevének eredete: Tamásé. Sokáig jobbágyfaluként tartották számon.

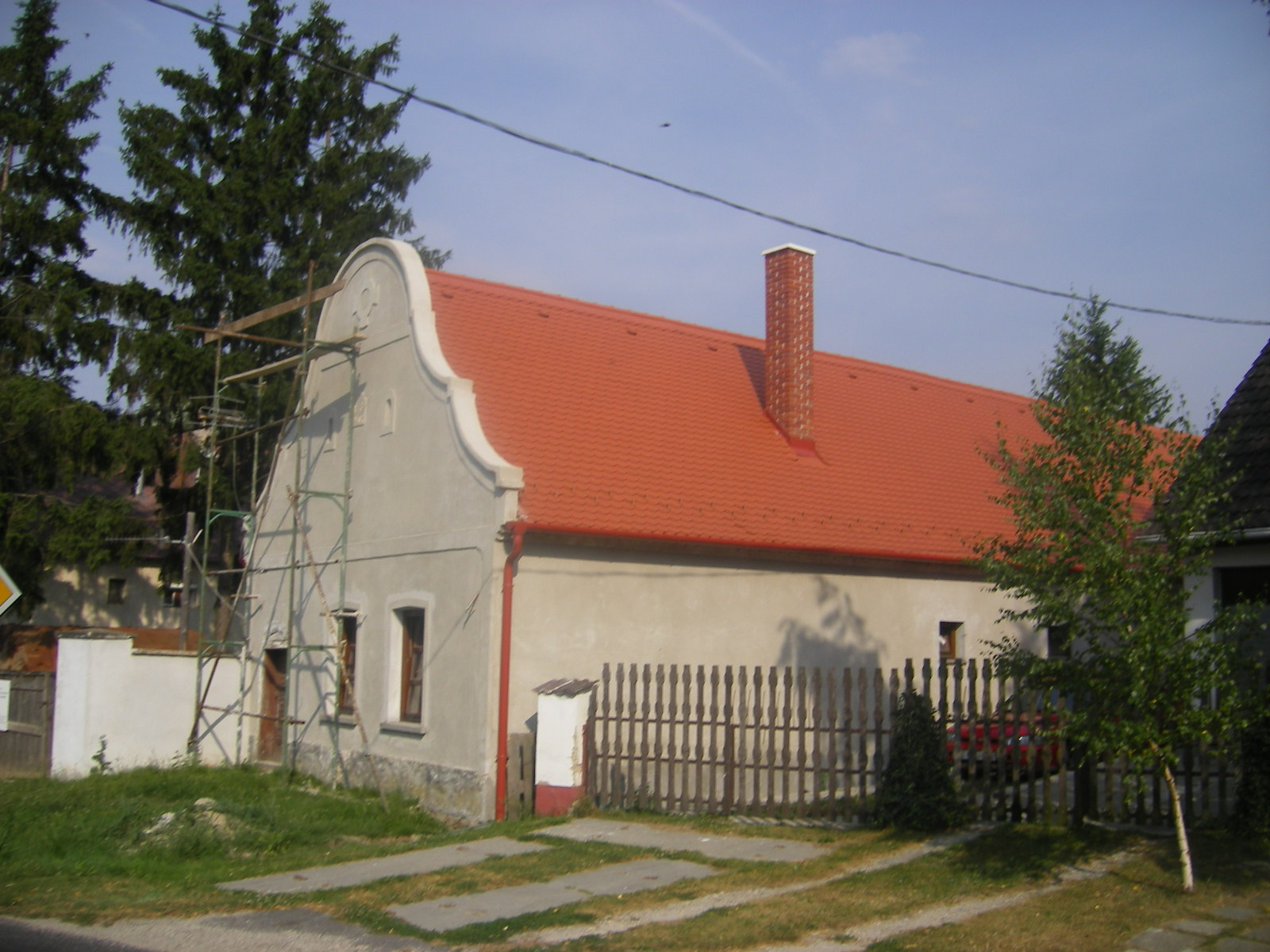
Egy régi ház felújítása Bakonytamásiban

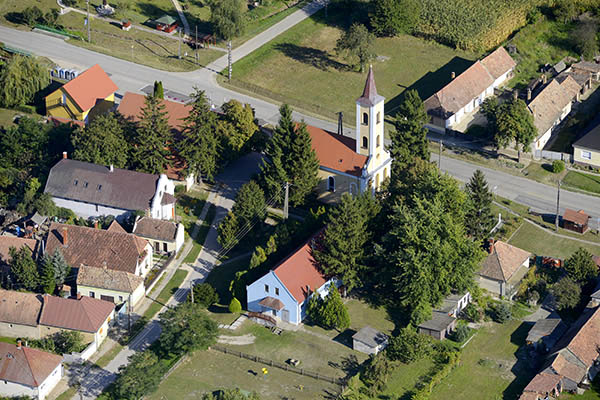
Légi fotó

A mohácsi vész után elnéptelenedett a falu, és csak az 1600-as években települt be újra. Ekkoriban alakult ki címere, a helység szekérkereket ábrázoló pecsétnyomója, melynek felirata: „Thamasi falv pecseti 1695”.
1902. október 1-jén, a Tatabánya–Pápa-vasútvonal megnyitásának évében nagyközséggé nyilvánították Bakonytamásit.
1910-ben 986 lakosából 983 magyar volt, közülük 287 római katolikus, 651 evangélikus és 35 izraelita.
Az 1970-es években a községi közös tanács központja Pápateszér lett, de a rendszerváltáskor Bakonytamási is visszanyerte önállóságát.
Kategóriájában eddig ötször nyerte el "A tiszta, virágos Veszprém megyéért" Közterület Szépítési Verseny első díját (2007, 2009, 2010, 2013, 2014), s 2014-ben a Virágos Magyarország Környezetszépítő Verseny elnöki különdíját is megkapta. 2006-os megalakulása óta a Pannontáj-Sokoró Natúrpark része.

### Gerencsérpuszta
Bakonytamási határában feküdt egykor Gerencsérpuszta is, melyet 1015–1031 között még I. István király adományozott a veszprémvölgyi görög apácáknak, s az adományozott falvak közt mint fazekasközséget tüntettek fel. Ily módon hozzá kötődik a fazekasság első fennmaradt írásos említése a Kárpát-medencében.
A puszta az 1970-es években elnéptelenedett. Első fennmaradt említésének 900. évfordulóján, 2009. október 17-én Bakonytamásiban emlékművet, az egykori Gerencsérpuszta helyén pedig emlékkeresztet és információs táblát avattak. Az ünnepi megemlékezésen a még élő egykori gerencséri lakosok is részt vettek.

### Hathalompuszta
Szintén Bakonytamási közigazgatási területén található a ma is lakott Hathalompuszta, amely nevét a határában látható késő bronzkori temetkezési halmokról nyerte. Első fennmaradt írásos említése 1258-ból való. A 19. század utolsó éveiben többször ellátogatott ide Jókai Mór, aki a birtokos feleségének nagybátyja volt. Erre emlékezve az anyatelepülés önkormányzata 2015. augusztus 29-én Jókai-emlékhelyet avatott.

## Közélete

### Polgármesterei
- 1990–1994: Fejes Péter (Bakonytamási Faluvédő Egyesület))[15]
- 1994–1998: Deli Ferenc (független)[16]
- 1998–2002: Ifj. Deli Ferenc (független)[17]
- 2002–2006: Németh Károly (független)[18]
- 2006–2010: Németh Károly (független)[19]
- 2010–2014: Németh Károly (független)[20]
- 2014–2019: Németh Károly (független)[21]
- 2019–2024: Forsthoffer Zoltán (független)[22]
- 2024– : Forsthoffer Zoltán Tamás (független)[2]

## Népesség
Bakonytamási története folyamán mentesült a Bakony vidékére oly jellemző német és ritkább szlovák betelepítésektől. Lakói az évszázadok folyamán mindvégig magyarok voltak, akik között már röviddel a reformáció megjelenése után meggyökeresedett az evangélikus hit. A római katolikus népesség csak a 20. században indult nagyobb növekedésnek. Ennek magját a pannonhalmi apátság század elejéig működtetett helyi majorjának (részben német nemzetiségű) dolgozói képezték.
A település népességének változása:
| Lakosok száma | 627  | 643  | 635  | 579  | 590  | 579  | 565  |
|               | 2013 | 2014 | 2015 | 2021 | 2022 | 2023 | 2024 |

A 2011-es népszámlálás idején a lakosok 98%-a magyarnak, 0,9% németnek, 6,4% cigánynak mondta magát (1,9% nem nyilatkozott; a kettős identitások miatt a végösszeg nagyobb lehet 100%-nál). A vallási megoszlás a következő volt: római katolikus 53,3%, református 1,6%, evangélikus 27,7%, felekezeten kívüli 6,3% (10,5% nem nyilatkozott).
2022-ben a lakosság 92,5%-a vallotta magát magyarnak, 2,5% cigánynak, 1,9% németnek, 0,2% románnak, 0,2% szlováknak, 1,7% egyéb, nem hazai nemzetiségűnek (6,4% nem nyilatkozott; a kettős identitások miatt a végösszeg nagyobb lehet 100%-nál). Vallásuk szerint 33,2% volt római katolikus, 14,4% evangélikus, 0,7% református, 0,2% görög katolikus, 1,9% egyéb keresztény, 1,5% egyéb katolikus, 12% felekezeten kívüli (36,1% nem válaszolt).

## Híres emberek
- Berki Csaba (Pápa, 1969. április 14. – ) fekvenyomó Európa-bajnok Bakonytamásiban töltötte fiatalkorát.
- Hámory Imre (Bakonytamási, 1909. június. 9. – Budapest, 1967. november 12.) operaénekes.
- Ördög A. Róbert (Tököl, 1982. – ) író, költő.
- Porzsolt Benő (Bakonytamási, 1853. augusztus 9. – Budapest, 1918. július 20.) minisztériumi számtanácsos, sportszakíró, A Pallas Nagy Lexikona szócikkírója.
- Redl Antal (Bakonytamási, 1814. – Pápa, 1849. január 15.) az 1848/49-es szabadságharc első, magyar földön kivégzett vértanúja.
- Somogyi Gyula (Bakonytamási, 1928. március 23. – Budapest, 1999. szeptember 8.) közgazdász, a Gazdaságkutató Intézet igazgatója.
- Tatay Sámuel (Répcelak, 1823. október 11. – Bakonytamási, 1893. február 3.) a Veszprémi Evangélikus Egyházmegye esperese.
- Tatay Sándor (Bakonytamási, 1910. május 6. – Budapest, 1991. december 2.) író.

Bakonytamásiban végezte elemi/általános iskolai tanulmányait Kovács Ferenc (Győr, 1938. december 14. – ) bányamérnök, akadémikus, a Miskolci Egyetem nyugalmazott rektora, valamint György Gyula (Budapest, 1919. június 1. – Budapest, 1974. november 8.) miniszterhelyettes, varsói diplomata is.

## Testvértelepülések
- Nagybégány, Kárpátalja, Beregszászi járás (2006 óta; 480 km)
- Nagymad, Felvidék, Dunaszerdahelyi járás (2017 óta; 72 km)

A testvértelepülések mellett Bakonytamási kapcsolatot létesített a Kárpát-medence hasonló nevű településeivel, és 2003. június 21-én megrendezte a "Tamási nevű települések I. találkozójá"-t, amelyen Balogtamási, Drávatamási, Kistamási, Gúttamási, Paptamási, Rábatamási és Tamási város küldöttsége képviseltette magát.

## Oktatás, művelődés

### Óvoda
2013. július 1. óta a Sokorópátkai Egységes Óvoda-Bölcsőde Általános Művelődési Központ tagja. Egyetlen csoportja a Vadvirág nevet viseli.

### Általános iskola
Bakonytamásiban 2007. június 15-én megszűnt az általános iskolai oktatás. A tanulók azóta Pápateszér, Veszprémvarsány vagy Sokorópátka iskoláit látogatják.

### Községi könyvtár
A községi könyvtár (Könyvtári, Információs és Közösségi Hely) az egykori általános iskola (Széchenyi u. 13.) emeletén, heti két alkalommal, két órában tart nyitva. Állománya meghaladja a 4000 kötetet. Az ellátás jelentősen javult és kiszélesedett azáltal, hogy 2009. december 1-én csatlakozott a pápai Jókai Mór Városi Könyvtár mozgókönyvtári szolgáltatásához.

## Infrastruktúra
A település infrastruktúrája a szennyvízcsatorna-hálózat kivételével teljesnek mondható. A villamoshálózat 1931-ben (jelenlegi szolgáltató: E.ON Észak-dunántúli Áramhálózati Zrt.), a vezetékes ivóvízhálózat 1990-ben (Pápai Víz- és Csatornamű Zrt.), a telefonhálózat 1996-ban (Invitel Távközlési Zrt.), a földgázhálózat 1998-ban (E.ON Közép-dunántúli Gázhálózati Zrt.) került kiépítésre. A hulladékszállítást a GYŐR-SZOL Zrt. végzi.